# Schizothorax edeniana
Schizothorax edeniana är en fiskart som beskrevs av Mcclelland 1842. Schizothorax edeniana ingår i släktet Schizothorax och familjen karpfiskar. Inga underarter finns listade i Catalogue of Life.